# Lista localităților din Slovenia (J)
Lista localităților din Slovenia care încep cu litera  J
Lista localităților:
A -
B -
C -
Č -
D -
E -
F -
G -
H -
I -
J -
K -
L -
M -
N -
O -
P -
R -
S -
Š -
T -
U -
V -
Z -
Ž
| Localitate            | Comună                                  | Imagine |
| --------------------- | --------------------------------------- | ------- |
| Jablan                | Comuna Mirna Peč                        |         |
| Jablana               | Comuna Zagorje ob Savi                  |         |
| Jablance              | Comuna Duplek                           |         |
| Jablance              | Comuna Kostanjevica na Krki             |         |
| Jablanica             | Comuna Ilirska Bistrica                 |         |
| Jablanica             | Comuna Sevnica                          |         |
| Jablaniške Laze       | Comuna Šmartno pri Litiji               |         |
| Jablaniški Potok      | Comuna Šmartno pri Litiji               |         |
| Jablovec              | Comuna Podlehnik                        |         |
| Jagnjenica            | Comuna Radeče                           |         |
| Jagoče                | Comuna Laško                            |         |
| Jagodje               | Comuna Izola                            |         |
| Jagodnik              | Comuna Mokronog - Trebelno              |         |
| Jagršče               | Comuna Cerkno                           |         |
| Jakičevo              | Comuna Velike Lašče                     |         |
| Jakob pri Šentjurju   | Comuna Šentjur                          |         |
| Jakovce               | Comuna Sežana                           |         |
| Jakovica              | Comuna Logatec                          |         |
| Jakšiči               | Comuna Kostel                           |         |
| Jama pri Dvoru        | Comuna Žužemberk                        |         |
| Jama                  | Comuna urbană Kranj                     |         |
| Jama                  | Comuna urbană Novo mesto                |         |
| Jamna                 | Comuna Sveti Jurij ob Ščavnici          |         |
| Jamnica               | Comuna Prevalje                         |         |
| Jamnik                | Comuna urbană Kranj                     |         |
| Jamnik                | Comuna Vrhnika                          |         |
| Janče                 | Comuna urbană Ljubljana                 |         |
| Janeževo Brdo         | Comuna Ilirska Bistrica                 |         |
| Janeži                | Comuna Sodražica                        |         |
| Janežovci             | Comuna Destrnik                         |         |
| Janežovski Vrh        | Comuna Destrnik                         |         |
| Janhova               | Comuna Apače                            |         |
| Jankova               | Comuna Vojnik                           |         |
| Jankoviči             | Comuna Črnomelj                         |         |
| Janški Vrh            | Comuna Majšperk                         |         |
| Janškovo selo         | Comuna urbană Velenje                   |         |
| Janžev Vrh            | Comuna Radenci                          |         |
| Janževa Gora          | Comuna Selnica ob Dravi                 |         |
| Janževski Vrh         | Comuna Podvelka                         |         |
| Jarčja Dolina         | Comuna Žiri                             |         |
| Jarčje Brdo           | Comuna Gorenja vas - Poljane            |         |
| Jarčji Vrh            | Comuna Škocjan                          |         |
| Jareninski Dol        | Comuna Pesnica                          |         |
| Jareninski Vrh        | Comuna Pesnica                          |         |
| Jarmovec              | Comuna Šentjur                          |         |
| Jarše                 | Comuna Zagorje ob Savi                  |         |
| Jasen                 | Comuna Domžale                          |         |
| Jasen                 | Comuna Ilirska Bistrica                 |         |
| Jastrebci             | Comuna Ormož                            |         |
| Jastrebnik            | Comuna Šmartno pri Litiji               |         |
| Javnik                | Comuna Podvelka                         |         |
| Javor                 | Comuna urbană Ljubljana                 |         |
| Javorje pri Blagovici | Comuna Lukovica                         |         |
| Javorje pri Gabrovki  | Comuna Litija                           |         |
| Javorje               | Comuna Črna na Koroškem                 |         |
| Javorje               | Comuna Gorenja vas - Poljane            |         |
| Javorje               | Comuna Hrpelje - Kozina                 |         |
| Javorje               | Comuna Šmartno pri Litiji               |         |
| Javorje               | Comuna Šentjur                          |         |
| Javorje               | Comuna Velike Lašče                     |         |
| Javorjev Dol          | Comuna Gorenja vas - Poljane            |         |
| Javornik              | Comuna Idrija                           |         |
| Javornik              | Comuna urbană Kranj                     |         |
| Javornik              | Comuna Štore                            |         |
| Javorniški Rovt       | Comuna Jesenice                         |         |
| Javorovica            | Comuna Šentjernej                       |         |
| Jazbin Vrh            | Comuna Šentjur                          |         |
| Jazbina               | Comuna Črna na Koroškem                 |         |
| Jazbina               | Comuna Šmarje pri Jelšah                |         |
| Jazbine               | Comuna Gorenja vas - Poljane            |         |
| Jazbine               | Comuna Šentjur                          |         |
| Jazne                 | Comuna Cerkno                           |         |
| Jedlovnik             | Comuna Kungota                          |         |
| Jelarji               | Comuna urbană Koper                     |         |
| Jelce                 | Comuna Šentjur                          |         |
| Jelenče               | Comuna Pesnica                          |         |
| Jelendol              | Comuna Škocjan                          |         |
| Jelendol              | Comuna Tržič                            |         |
| Jelenik               | Comuna Krško                            |         |
| Jelenja vas           | Comuna Kočevje                          |         |
| Jelenk                | Comuna Zagorje ob Savi                  |         |
| Jelenov Žleb          | Comuna Ribnica                          |         |
| Jelenska Reber        | Comuna Litija                           |         |
| Jelični Vrh           | Comuna Idrija                           |         |
| Jelovec pri Makolah   | Comuna Makole                           |         |
| Jelovec               | Comuna urbană Maribor                   |         |
| Jelovec               | Comuna Sevnica                          |         |
| Jelovec               | Comuna Sodražica                        |         |
| Jelovica              | Comuna Gorenja vas - Poljane            |         |
| Jelovice              | Comuna Majšperk                         |         |
| Jelovo                | Comuna Radeče                           |         |
| Jelša                 | Comuna Šmartno pri Litiji               |         |
| Jelša                 | Comuna Lukovica                         |         |
| Jelšane               | Comuna Ilirska Bistrica                 |         |
| Jelše pri Otočcu      | Comuna urbană Novo mesto                |         |
| Jelše                 | Comuna Krško                            |         |
| Jelše                 | Comuna Mirna Peč                        |         |
| Jelševec              | Comuna Krško                            |         |
| Jelševec              | Comuna Mokronog - Trebelno              |         |
| Jelševica             | Comuna Zagorje ob Savi                  |         |
| Jelševnik             | Comuna Črnomelj                         |         |
| Jeperjek              | Comuna Sevnica                          |         |
| Jeranovo              | Comuna Kamnik                           |         |
| Jerčin                | Comuna Podčetrtek                       |         |
| Jereka                | Comuna Bohinj                           |         |
| Jereslavec            | Comuna Brežice                          |         |
| Jerman Vrh            | Comuna Škocjan                          |         |
| Jerneja vas           | Comuna Črnomelj                         |         |
| Jeronim               | Comuna Vransko                          |         |
| Jerovska vas          | Comuna Šmarje pri Jelšah                |         |
| Jeršanovo             | Comuna Bloke                            |         |
| Jeršiče               | Comuna Cerknica                         |         |
| Jeruzalem             | Comuna Ljutomer                         |         |
| Jesenica              | Comuna Cerkno                           |         |
| Jesenice              | Comuna Brežice                          |         |
| Jesenice              | Comuna Jesenice                         |         |
| Jesenje               | Comuna Litija                           |         |
| Jesenov Vrt           | Comuna Kostel                           |         |
| Jesenovo              | Comuna Zagorje ob Savi                  |         |
| Ješenca               | Comuna Rače - Fram                      |         |
| Ješovec pri Kozjem    | Comuna Kozje                            |         |
| Ješovec pri Šmarju    | Comuna Šmarje pri Jelšah                |         |
| Ješovec               | Comuna Slovenska Bistrica               |         |
| Jevnica               | Comuna Litija                           |         |
| Jevšček               | Comuna Kobarid                          |         |
| Jezerca               | Comuna Kobarid                          |         |
| Jezerce pri Dobjem    | Comuna Dobje                            |         |
| Jezerce pri Šmartnem  | Comuna urbană Celje                     |         |
| Jezero                | Comuna Brezovica                        |         |
| Jezero                | Comuna Trebnje                          |         |
| Ježce                 | Comuna Šmartno pri Litiji               |         |
| Ježevec               | Comuna Litija                           |         |
| Ježni Vrh             | Comuna Šmartno pri Litiji               |         |
| Jiršovci              | Comuna Destrnik                         |         |
| Jordankal             | Comuna Mirna Peč                        |         |
| Josipdol              | Comuna Ribnica na Pohorju               |         |
| Jugorje pri Metliki   | Comuna Metlika                          |         |
| Jugorje               | Comuna urbană Novo mesto                |         |
| Junčje                | Comuna Ribnica                          |         |
| Juršče                | Comuna Pivka                            |         |
| Jurišna vas           | Comuna Slovenska Bistrica               |         |
| Jurjevica             | Comuna Ribnica                          |         |
| Jurjevski Dol         | Comuna Šentilj                          |         |
| Jurka vas             | Comuna Straža                           |         |
| Jurklošter            | Comuna Laško                            |         |
| Jurna vas             | Comuna urbană Novo mesto                |         |
| Jurovci               | Comuna Videm                            |         |
| Jurovski Dol          | Comuna Sveti Jurij v Slovenskih goricah |         |
| Jurski Vrh            | Comuna Kungota                          |         |
| Juršinci              | Comuna Juršinci                         |         |
| Juvanje               | Comuna Ljubno                           |         |

Lista localităților:
A -
B -
C -
Č -
D -
E -
F -
G -
H -
I -
J -
K -
L -
M -
N -
O -
P -
R -
S -
Š -
T -
U -
V -
Z -
Ž